# Othello (1995)
Othello (bra: Otelo; prt: Othello) é um filme britano-estadunidense de 1995, do gênero drama romântico, escrito e dirigido por Oliver Parker, com roteiro baseado na tragédia Otelo, o Mouro de Veneza, de William Shakespeare.

## Sinopse
Recém-casado com Desdêmona, Othello passa a questionar a fidelidade da esposa devido às intrigas do maquiavélico Iago.

## Elenco
| Atores/Atrizes     | Personagens |
| ------------------ | ----------- |
| Laurence Fishburne | Otelo       |
| Irène Jacob        | Desdêmona   |
| Kenneth Branagh    | Iago        |
| Nathaniel Parker   | Cássio      |
| Michael Maloney    | Rodrigo     |
| Anna Patrick       | Emilia      |
| Nicholas Farrell   | Montano     |
| Indra Ové          | Bianca      |
| Michael Sheen      | Lodovico    |